# Ondes
Ondes település Franciaországban, Haute-Garonne megyében. Lakosainak száma 815 fő (2022. január 1.). Ondes Grisolles, Castelnau-d’Estrétefonds és Grenade községekkel határos.

## Népesség
A település népességének változása:
| Lakosok száma | 411  | 402  | 478  | 728  | 697  | 712  | 733  | 767  | 775  | 815  |
|               | 1968 | 1982 | 1990 | 2006 | 2013 | 2015 | 2017 | 2019 | 2020 | 2022 |